# Hans Rudolph Leopold von Greiffenberg
Hans Rudolf Leopold von Greiffenberg (* 11. Januar 1810 in Gosda, Kreis Cottbus; † 14. Juni 1877 in Sorau) war ein preußischer Generalmajor.

## Leben

### Herkunft
Seine Eltern waren Friedrich von Greiffenberg (1776–1836) und dessen Ehefrau Marianne, geborene von Monroe (1786–1827). Sein Vater war Herr auf Gosda und preußischer Hauptmann a. D. im Infanterieregiment „von Zastrow“. Seine Schwestern Franziska (1812–1842) und Luise (1820–1886) waren nacheinander mit dem Grafen Wilhelm Finck von Finckenstein (1810–1868) verheiratet.

### Militärkarriere
Nach seiner Erziehung im elterlichen Hause und dem Besuch des Gymnasiums in Luckau trat Greiffenberg am 19. Oktober 1825 als Freiwilliger in das 8. Infanterie-Regiment der Preußischen Armee ein. Er avancierte bis Mitte Februar 1829 zum Sekondeleutnant und war vom 10. Oktober 1840 bis zum 30. Juni 1843 als Lehrer an die Divisionsschule der 5. Division kommandiert. Daran schloss sich von Oktober 1843 bis Oktober 1846 eine Kommandierung als Kompanieführer beim II. Bataillon im 8. Landwehr-Regiment in Soldin an. Mitte August 1846 zum Premierleutnant befördert, war Greiffenberg von Juni 1848 bis Juni 1849 als Kompanieführer beim 3. kombinierten Reserve-Bataillon kommandiert. Am 7. Februar 1850 erfolgte unter Beförderung zum Hauptmann die Ernennung zum Chef der 5. Kompanie in seinem Stammregiment. Anfang Juli 1858 stieg Greiffenberg zum aggregierten Major auf, war ab dem 1. Juli 1860 Kommandeur des I. Bataillons und wurde am 18. Oktober 1861 zum Oberstleutnant befördert. Im Krieg gegen Dänemark führte er sein Bataillon beim Sturm auf die Düppeler Schanzen, wurde verwundet und am 11. April 1864 mit dem Roten Adlerorden IV. Klasse mit Schwertern ausgezeichnet.
Unter Stellung à la suite seines Regiments wurde Greiffenberg am 18. April 1865 zum Kommandanten von Torgau ernannt und in dieser Stellung am 18. Juni 1865 zum Oberst befördert. In gleicher Eigenschaft war er ab dem 3. April 1866 in Stralsund tätig, bis er am 14. März 1868 unter Verleihung des Charakters als Generalmajor mit Pension zur Disposition gestellt wurde. Er war Ehrenritter des Johanniterordens.

### Familie
Greiffenberg heiratete am 1. Oktober 1844 in Geismannsdorf, Landkreis Sprottau Luise von Eckartsberg (1818–1879). Das Paar hatte mehrere Kinder:
- Franziska (1846–1855)
- Melanie (1847–1909)
- Elisabeth Borussia (1848–1868)
- Friedrich (1849–1871), gefallen bei Le Mans als Portepeefähnrich im Leib-Grenadier-Regiment (1. Brandenburgisches) Nr. 8
- Marie Mathilde Auguste (* 1853) ⚭ 1873 Ferdinand Hermann († 1890), Herr auf Schöneiche bei Guben
- Anna Franziska (* 1857) ⚭ 1888 Otto von Sydow (1851–1925), preußischer Generalmajor
- Ulrich Friedrich Wilhelm (1860–1907)

⚭ 1892 Hedwig Frida Eugenie Dunst (1866–1901)
⚭ 1903 Alma Clara Elisabeth Dunst (* 1865)